# Pardosa mercurialis
Pardosa mercurialis este o specie de păianjeni din genul Pardosa, familia Lycosidae, descrisă de Montgomery, 1904. Conform Catalogue of Life specia Pardosa mercurialis nu are subspecii cunoscute.